# ASB7
ASB7 (англ. Ankyrin repeat and SOCS box containing 7) – білок, який кодується однойменним геном, розташованим у людей на 15-й хромосомі. Довжина поліпептидного ланцюга білка становить 318 амінокислот, а молекулярна маса — 36 011.
| 10         |  | 20         |  | 30         |  | 40         |  | 50         |
| ---------- |  | ---------- |  | ---------- |  | ---------- |  | ---------- |
| MLHHHCRRNP |  | ELQEELQIQA |  | AVAAGDVHTV |  | RKMLEQGYSP |  | NGRDANGWTL |
| LHFSAARGKE |  | RCVRVFLEHG |  | ADPTVKDLIG |  | GFTALHYAAM |  | HGRARIARLM |
| LESEYRSDII |  | NAKSNDGWTP |  | LHVAAHYGRD |  | SFVRLLLEFK |  | AEVDPLSDKG |
| TTPLQLAIIR |  | ERSSCVKILL |  | DHNANIDIQN |  | GFLLRYAVIK |  | SNHSYCRMFL |
| QRGADTNLGR |  | LEDGQTPLHL |  | SALRDDVLCA |  | RMLYNYGADT |  | NTRNYEGQTP |
| LAVSISISGS |  | SRPCLDFLQE |  | VTRQPRNLQD |  | LCRIKIRQCI |  | GLQNLKLLDE |
| LPIAKVMKDY |  | LKHKFDDI   |  |            |  |            |  |            |

A: Аланін

C: Цистеїн

D: Аспарагінова кислота

E: Глутамінова кислота

F: Фенілаланін

G: Гліцин

H: Гістидин

I: Ізолейцин

K: Лізин

L: Лейцин

M: Метіонін

N: Аспарагін

P: Пролін

Q: Глутамін

R: Аргінін

S: Серин

T: Треонін

V: Валін

W: Триптофан

Задіяний у таких біологічних процесах, як убіквітинування білків, альтернативний сплайсинг. 